# Judith Campbell
Pour les articles homonymes, voir Exner et Campbell.
Judith Campbell, née Judith Eileen Katherine Immoor, également connue comme Judith Exner ou Judith Campbell Exner (New York, 11 janvier 1934 - Duarte (Californie), 25 septembre 1999), est une personnalité américaine notamment connue pour avoir été la maîtresse du 35e président des États-Unis John F. Kennedy et du parrain de la mafia de Chicago Sam Giancana.

## Biographie
Née Judith Eileen Katherine Immoor, elle déménage très jeune à Los Angeles. À 18 ans, elle épouse l’acteur William Campbell (1926-2011) et tente une carrière d’actrice, sans succès. Elle divorce en 1958.
Elle a une liaison avec Frank Sinatra, qui soutient la candidature de Kennedy et qui la lui présente. Elle entame une liaison avec le président américain, qui durera jusqu'à l'été 1962, tout en étant parallèlement la maîtresse du mafioso Sam Giancana, parrain de la mafia de Chicago. Elle servira à plusieurs reprises d'intermédiaire entre ses deux amants.
Certaines théories prétendent que Giancana était impliqué dans l'assassinat de John F. Kennedy. Les liaisons Campbell-Kennedy-Giancana sont citées publiquement pour la première fois en 1975. Judith Campbell en profita pour expliquer sa théorie sur l'assassinat de Kennedy. Selon elle, Kennedy fut assassiné par la mafia, plus précisément par Sam Giancana, car il aurait utilisé la mafia pour être élu président et l'aurait abandonnée ensuite, déclarant une guerre totale au crime organisé. Campbell aurait également été liée à John Roselli.
Elle épouse le joueur de golf Dan Exner en avril 1975. Ils divorceront en 1988.
Elle a publié une autobiographie, Judith Exner: My Story, en 1977.
En 1992, elle se confie à l'écrivain Anthony Summers pour un livre dont plusieurs médias anglo-saxons publient les bonnes feuilles sur les relations entre JFK et la mafia .
Elle meurt en 1999 d'un cancer des poumons.
Judith Campbell est la sœur de l'actrice Susan Morrow (née Jacqueline Immoor, 1931-1985).

## Dans la fiction
Judith Campbell apparaît dans l'épisode 3 de la saison 1 de la série Timeless, jouée par l'actrice Elena Satine.